# نودة (هرازبي الجنوبي)
نودة (بالفارسية: نوده) هي قرية تقع في إيران في قسم هرازبي الجنوبی الريفي. يقدر عدد سكانها بـ 285 نسمة .